# لتریسم
لتریسم (انگلیسی: Lettrism) یا حَرف‌گری یک جنبش هنری و فرهنگی آوانگارد فرانسوی است که در دهه ۱۹۴۰ میلادی در فرانسه توسط ایزیدور ایزو، شاعر و هنرمند رومانیایی‌تبار، بنیان‌گذاری شد.
جنبش ادبی و هنری حرف‌گری در سال ۱۹۴۵ توسط ایزیدور ایزو در پاریس تأسیس شد. این جنبش در ادامه و نظام‌مند کردن گرایش‌های داداییستی و سورئالیستی، به دنبال تجزیه کلمات به حروف و ترکیب مجدد آنها به صورت صداهای بی‌معنی بود.
این جنبش در ابتدا بر پایهٔ شعر و ادبیات شکل گرفت و سپس به سایر حوزه‌های هنری مانند سینما، نقاشی، موسیقی و حتی سیاست گسترش یافت.

## ویژگی‌های اصلی
- تأکید بر حروف و صداها: لِتریست‌ها به جای کلمات و معانی آن‌ها، به حروف و صداهای تشکیل‌دهندهٔ آن‌ها توجه می‌کنند. آن‌ها معتقدند که حروف و صداها دارای انرژی و پتانسیل خلاقانه‌ای هستند که می‌توانند به تنهایی معنا و زیبایی ایجاد کنند.
- رد سنت‌های ادبی و هنری: لِتریست‌ها با سنت‌های ادبی و هنری کلاسیک و مدرن مخالفت می‌کردند و به دنبال خلق آثار جدید و تجربی بودند. آن‌ها از تکنیک‌هایی مانند کلاژ، مونتاژ، و استفاده از حروف و صداهای تصادفی در آثار خود استفاده می‌کردند.
- نقد جامعه و فرهنگ: لِتریست‌ها به شدت به جامعه و فرهنگ معاصر خود انتقاد می‌کردند و آن را سرکوبگر و محدودکنندهٔ آزادی فردی می‌دانستند. آن‌ها از طریق آثار خود به دنبال ایجاد آگاهی و بیداری در جامعه بودند.
- آزادی بیان و خلاقیت: لِتریست‌ها به آزادی بیان و خلاقیت فردی اهمیت زیادی می‌دادند و معتقد بودند که هر فردی باید بتواند آزادانه افکار و احساسات خود را بیان کند.

لِتریسم تأثیر قابل توجهی بر جنبش‌های هنری و فرهنگی بعدی مانند بین‌الملل موقعیت‌گرا و فلکسوس داشته است. اگرچه این جنبش در دهه ۱۹۶۰ میلادی به تدریج از بین رفت، اما میراث آن در هنر معاصر همچنان زنده است.
برخی از هنرمندان و آثار مهم لِتریسم:
- ایزیدور ایزو: بنیان‌گذار لِتریسم و خالق آثار متعددی در زمینهٔ شعر، سینما و نقاشی.
- موریس لومتر: شاعر و فیلم‌ساز لِتریست که به خاطر فیلم‌های تجربی خود شناخته می‌شود.
- گابریل پومراند: شاعر و نظریه‌پرداز لِتریست که به خاطر آثارش در زمینهٔ نقد ادبی و فرهنگی شناخته می‌شود.

لِتریسم یک جنبش هنری و فرهنگی پیچیده و چندوجهی است که درک و تفسیر آن نیازمند مطالعهٔ عمیق‌تر آثار و نظریات هنرمندان و نظریه‌پردازان این جنبش است.

## توسعه
ایزیدور ایزو، هنرمند ۲۱ ساله رومانیایی، در سال ۱۹۴۶ تأسیس جنبش لتریستی را اعلام کرد. این جنبش جدید با حدود بیست عضو، در سال ۱۹۴۸ در محله لاتین پاریس با خوش‌بینی اعلام کرد: «۱۲۰ هزار جوان خیابان را تسخیر خواهند کرد تا انقلاب لِتریستی را به پا کنند.» هدف آنها انقلابی در زیبایی‌شناسی سنتی بود. لِتریست‌ها زبان را از نظر خلاقیت، فرسوده می‌دانستند و معتقد بودند که تولید هنری در آینده باید بر روی عنصری خالص‌تر و عمیق‌تر از شعر، یعنی حروف، متمرکز شود.
لتریست‌ها به خاطر تزئین لباس‌هایشان با حروف و شعارها شناخته می‌شدند. آنها همچنین به معماری علاقه‌مند بودند و معتقد بودند که آزادی زندگی در گرو آزادی شهر است. برای آنها مهم بود که هنر از واقعیت جدا نباشد و بر پایه فعالیتی باشد که ارزش زندگی کردن داشته باشد.
اختلاف نظر در مورد اینکه آیا هنر و زیبایی‌شناسی باید زمینه کار باشد یا ضد هنر داداییستی و خرابکاری، باعث ایجاد شکاف در گروه شد. جناح خرابکار، انترناسیونال لِتریستی را تأسیس کرد.
از میان حرف‌گرها، چهره‌هایی مانند گی دوبور (که بعداً از آنها فاصله گرفت) و دیگر چهره‌های برجسته موقعیت‌گرایی ظهور کردند. در سال ۱۹۵۰، گروهی از لِتریست‌ها در کلیسای نوتردام پاریس یک کشیش را ربودند و او را با میشل مور جایگزین کردند. مور، در لباس یک کشیش، در مقابل حدود ۱۰ هزار بازدیدکننده از مراسم عشای ربانی، «موعظه‌ای» ایراد کرد که در آن اعلام کرد «خدا مرده است». در آشوب به وجود آمده، گروه لِتریست‌ها مجبور به فرار شدند و به سختی از یک قتل‌عام توسط جمعیت خشمگین جان سالم به در بردند. پس از اینکه این گروه همچنین سعی کرد یک نشست رسانه‌ای برای چارلی چاپلین را برهم بزند، ایزو از آنها فاصله گرفت و بین‌الملل لِتریستی توسط طرفداران دوبور تأسیس شد که بعدها به بین‌الملل موقعیت‌گرا تبدیل شد.
در سال ۱۹۷۲، مایک رز به گروه پاریسی لِتریست‌ها پیوست. نقاشی‌های «نشانه» که در این دوره ایجاد شد، به شهرت بین‌المللی دست یافتند.
از آثار مهم سینمای لِتریستی اولیه می‌توان به "آیا فیلم از قبل شروع شده است؟" ساخته موریس لومتر (۱۹۵۱)، "رساله در مورد آب دهان و ابدیت" ساخته ایزیدور ایزو (۱۹۵۱) و "ضد مفهوم" ساخته گیل جی. ولمن (۱۹۵۲) اشاره کرد. ایزو اصول زیبایی‌شناسی سینمای لِتریستی را در کتاب "زیبایی‌شناسی سینما" (۱۹۵۳) شرح داده است.

## طبقه‌بندی/تمایز
لِتریسم شباهت‌هایی با شعر محسوس و به ویژه شعر بصری دارد. ریچارد گراشوف در رساله خود، لِتریسم را به عنوان یک «استراتژی تولید که در هسته خود ویژگی‌های عرفانی، بازیگوشانه و تجزیه‌کننده را ترکیب می‌کند» تعریف می‌کند و بر این اساس انواع لِتریسم عرفانی، لِتریسم بازیگوشانه و لِتریسم تجزیه‌کننده را از هم متمایز می‌کند. او این تز را مطرح می‌کند که درک محدود از لِتریسم به عنوان «شعر بی‌معنی» یا یک استراتژی تولید صرفاً آوانگارد قابل دفاع نیست.
هدف لِتریسم تجزیه‌کننده، نظم جدید نیست، بلکه در عوض، ساختارزدایی (همچنین: تجزیه) مواد موجود است. نتیجه از معناشناسی دور می‌شود و بنابراین امکان باز کردن سطوح جدیدی از معنا را فراهم می‌کند. بدین ترتیب، ساختارزدایی لِتریستی با تکنیک‌هایی مانند کلاژ یا مونتاژ متفاوت است.